# Alcoa
Alcoa este o companie americană, cea mai mare producătoare de aluminiu din lume. Înființată în Pittsburg în 1888, a luat numele de Aluminium Co. Of America (1907). În 1910, Alcoa a început să producă pentru prima oară folia de aluminiu și a găsit utilizări pentru aluminiu în industriile nou apărute, de aviație și de automobile. A întemeiat orașul Alcoa în estul statului Tennessee, ca o comunitate industrială (1913). În 1945, ordonanța federală împotriva trusturilor a obligat compania să vândă filiala sa canadiană (acum Alcan Aluminium Ltd., cel mai puternic adversar al său). În 1998, Alcoa a achiziționat Alumax Inc. Cele două companii au împreună peste 100 000 de angajați și o producție anuală de aproape 4 milioane de tone de aluminiu.

## Divizia de cablaje auto
În anul 2009, Alcoa a vândut întreaga divizie de cablaje auto către fondul de investiții american Platinum Equity, urmând să-și consolideze activitățile de bază.
Divizia de cablaje auto a companiei avea fabrici în 13 țări și 17.500 de angajați.
Alcoa a fost prezentă și în România prin divizia de cablaje auto, având fabrici în Caransebeș, Nădab și Beiuș fabrici cu afaceri de 33 de milioane de euro și 5.000 de angajați în anul 2008.
În mai 2010 compania germană Kromberg & Schubert au preluat fabrica din Nădab, care este și cea mai mare, Leoni a preluat fabrica din Beiuș (cea mai nouă unitate), iar compania japoneză SEWS a preluat producția fabricii din Caransebeș.